# Минекаев, Масгут Габдрахманович
Масгут Габдрахманович Минекаев (тат. Мәсгуть Миңнекәев; 11 апреля 1930 — 15 июня 2018) — советский работник газовой промышленности, оператор газоперерабатывающего завода, Герой Социалистического Труда.

## Биография
Родился 11 апреля 1930 года в деревне Новое Елхово Лениногорского района Татарской АССР.
Окончил семилетнюю школу. Отец погиб в Великую Отечественную войну, в семье остались пятеро детей. Масгут стал работать в колхозе — сначала рядовым колхозником, затем бригадиром в полеводстве.
Отслужив в 1955 году в Советской армии, приехал на строящийся Миннибаевский газоперерабатывающий завод, поступил на курсы операторов. Работал помощником оператора, оператором, старшим оператором, затем начальником установки. В 1959 году за трудовые достижения был награждён медалью «За трудовую доблесть». Затем Масгут Габдрахманович поступил в вечерний нефтяной техникум, где получил специальность техника-механика.
Наряду с производственной Минекаев участвовал в общественно-политической жизни завода и города, был секретарем цеховой парторганизации, членом завкома профсоюза, народным заседателем в горсуде, членом научно-технического общества. Избирался депутатом горсовета, делегатом областных партконференций, участвовал в работе XI Всемирного газового конгресса в Москве в 1970 году.
Работал на заводе по 1989 год. Затем вышел на пенсию, проживал в Альметьевском районе Татарстана.

## Награды
- В 1966 году М. Г. Минекаеву было присвоено звание Героя Социалистического Труда с вручением ордена Ленина (за большой трудовой вклад в развитие газовой промышленности при выполнении заданий семилетнего плана).
- Также был награждён медалями, среди которых «За доблестный труд. В ознаменование 100-летия со дня рождения В. И. Ленина», награждался Почетными грамотами обкома партии и Средне-Волжского совнархоза.